# Siem de Jong
Siem de Jong (Aigle, 28 gennaio 1989) è un ex calciatore olandese, di ruolo centrocampista.

## Biografia
Ha un fratello più piccolo, Luuk, anche lui calciatore.

## Caratteristiche tecniche
Centrocampista offensivo e, all'occorrenza, attaccante di movimento, si distingue per la sua grande abilità nel controllo palla e nella conclusione a rete. È inoltre dotato di eccellente visione di gioco e capacità nel servire assist ai compagni di squadra. Forte fisicamente e bravo nel gioco aereo, ha segnato diverse volte di testa.

## Carriera
Cresciuto calcisticamente nelle giovanili del De Graafschap prima e dell'Ajax poi, esordisce in prima squadra nel 2007.
Il 15 maggio 2011 realizza una doppietta nel 3-1 finale nel big match contro il Twente, risultato che permette ai lancieri di scavalcare gli avversari in classifica proprio all'ultima giornata e di conquistare il 30º titolo della loro storia.
Il 30 luglio seguente perde da titolare la Supercoppa d'Olanda contro il Twente per 2-1.
Il 29 gennaio 2012, in occasione di Feyenoord-Ajax (4-2), tocca quota 100 presenze con i lancieri in Eredivisie.
Il 2 maggio seguente vince la sua seconda Eredivisie consecutiva con l'Ajax concludendo la stagione con 39 presenze e 17 gol totali. Il 25 agosto 2012 segna la sua prima doppietta nella stagione 2012-2013, nella vittoria per 5-0 contro il NAC Breda.
Il 2 luglio 2014 viene acquistato dagli inglesi del Newcastle per circa 10 milioni di euro. Il 23 agosto seguente fa il suo esordio in Premier League, nel pareggio per 0-0 sul campo dell'Aston Villa. Nel mese di settembre subisce un infortunio alla coscia destra che lo costringe a uno stop di sei mesi; torna in campo il 25 aprile 2015, nella sconfitta casalinga per 2-3 contro lo Swansea, segnando anche il suo primo gol con la maglia del Newcastle. In due stagioni mette insieme 26 presenze e 2 gol tra Premier e coppe.
Nell'agosto 2016 viene ceduto in prestito al PSV Eindhoven; qui gioca in tutto 23 partite segnando 6 gol.
L'anno seguente torna all'Ajax per 2,3 milioni di euro; nel 2017-2018 colleziona complessivamente 24 presenze e 7 gol. Nel 2018-2019 gioca in prestito al Sydney FC. Tornato di nuovo all’Ajax passa la stagione 2019/2020 relegato in panchina, ma il 22 gennaio 2020 segna una tripletta nel match degli ottavi di finale di Coppa d’Olanda vinto 7-0 contro lo Spakenburg, grazie anche al massiccio turnover attuato dai Lancieri, e con 20 reti entra nella top 3 dei marcatori in quella competizione dietro Johan Cruijff (39) e Sjaak Swart (23).
Il 20 febbraio seguente lascia in via definitiva l’Ajax per trasferirsi questa volta in America al FC Cincinnati. Dopo aver giocato 16 partite di campionato, il 4 dicembre torna in patria firmando un contratto di un anno e mezzo con l’Heerenveen; debutta da titolare il 10 gennaio in Heerenveen-Fortuna Sittard 1-3. Segna i suoi primi due gol il 17 febbraio negli ultimi minuti di Heerenveen-Feyenoord 4-3 risultando decisivo per la qualificazione alla semifinale di Coppa d’Olanda.
Nell’estate del 2022 torna al De Graafschap, club di seconda serie in cui è cresciuto.

## Statistiche

### Presenze e reti nei club
Statistiche aggiornate al 11 maggio 2022.
| Stagione          | Squadra           | Campionato        | Campionato | Campionato | Coppe nazionali | Coppe nazionali | Coppe nazionali | Coppe continentali | Coppe continentali | Coppe continentali | Altre coppe | Altre coppe | Altre coppe | Totale | Totale |
| Stagione          | Squadra           | Comp              | Pres       | Reti       | Comp            | Pres            | Reti            | Comp               | Pres               | Reti               | Comp        | Pres        | Reti        | Pres   | Reti   |
| ----------------- | ----------------- | ----------------- | ---------- | ---------- | --------------- | --------------- | --------------- | ------------------ | ------------------ | ------------------ | ----------- | ----------- | ----------- | ------ | ------ |
| 2007-2008         | Ajax              | ED                | 22+2       | 2          | CO              | 3               | 0               | UCL+CU             | 0                  | 0                  | SO          | 0           | 0           | 27     | 2      |
| 2008-2009         | Ajax              | ED                | 10         | 1          | CO              | 2               | 0               | CU                 | 4                  | 0                  | -           | -           | -           | 16     | 1      |
| 2009-2010         | Ajax              | ED                | 22         | 10         | CO              | 6               | 6               | UEL                | 7                  | 1                  | -           | -           | -           | 35     | 17     |
| 2010-2011         | Ajax              | ED                | 32         | 12         | CO              | 6               | 3               | UCL+UEL            | 9+4                | 1+0                | SO          | 1           | 0           | 52     | 16     |
| 2011-2012         | Ajax              | ED                | 29         | 13         | CO              | 3               | 3               | UCL+UEL            | 4+2                | 1+0                | SO          | 1           | 0           | 39     | 17     |
| 2012-2013         | Ajax              | ED                | 34         | 12         | CO              | 3               | 1               | UCL+UEL            | 6+2                | 3+0                | SO          | 1           | 0           | 46     | 16     |
| 2013-2014         | Ajax              | ED                | 19         | 7          | CO              | 2               | 1               | UCL+UEL            | 4+2                | 0                  | SO          | 1           | 1           | 28     | 9      |
| 2014-2015         | Newcastle Utd     | PL                | 4          | 1          | FACup+CdL       | 0+1             | 0               | -                  | -                  | -                  | -           | -           | -           | 5      | 1      |
| 2015-2016         | Newcastle Utd     | PL                | 18         | 0          | FACup+CdL       | 1+2             | 0+1             | -                  | -                  | -                  | -           | -           | -           | 21     | 1      |
| Totale Newcastle  | Totale Newcastle  | Totale Newcastle  | 22         | 1          |                 | 4               | 1               |                    | -                  | -                  |             | -           | -           | 26     | 2      |
| 2016-2017         | PSV               | ED                | 19         | 6          | CO              | 1               | 0               | UCL                | 3                  | 0                  | -           | -           | -           | 23     | 6      |
| 2016-2017         | Jong PSV          | EED               | 2          | 1          | -               | -               | -               | -                  | -                  | -                  | -           | -           | -           | 2      | 1      |
| 2017-2018         | Ajax              | ED                | 21         | 4          | CO              | 3               | 3               | -                  | -                  | -                  | -           | -           | -           | 24     | 7      |
| 2017-2018         | Jong Ajax         | EED               | 1          | 1          | -               | -               | -               | -                  | -                  | -                  | -           | -           | -           | 1      | 1      |
| 2018-2019         | Sydney FC         | AL                | 15+2       | 4+0        | CA              | 2               | 1               | ACL                | 2                  | 1                  | -           | -           | -           | 21     | 6      |
| 2019-feb. 2020    | Ajax              | ED                | 4          | 0          | CO              | 1               | 3               | UCL                | 4                  | 0                  | -           | -           | -           | 9      | 3      |
| Totale Ajax       | Totale Ajax       | Totale Ajax       | 193+2      | 61         |                 | 29              | 20              |                    | 48                 | 6                  |             | 4           | 1           | 276    | 88     |
| 2020              | FC Cincinnati     | MLS               | 13         | 0          | -               | -               | -               | -                  | -                  | -                  | MLS-BT      | 3           | 0           | 16     | 0      |
| gen.-giu. 2021    | Heerenveen        | ED                | 19         | 4          | CO              | 3               | 2               | -                  | -                  | -                  | -           | -           | -           | 22     | 5      |
| 2021-2022         | Heerenveen        | ED                | 27         | 0          | CO              | 3               | 1               | -                  | -                  | -                  | -           | -           | -           | 30     | 1      |
| Totale Heerenveen | Totale Heerenveen | Totale Heerenveen | 46         | 4          |                 | 6               | 3               |                    | -                  | -                  |             | -           | -           | 52     | 7      |
| Totale carriera   | Totale carriera   | Totale carriera   | 315        | 78         |                 | 42              | 25              |                    | 53                 | 7                  |             | 7           | 1           | 417    | 111    |

### Cronologia presenze e reti in nazionale
| Cronologia completa delle presenze e delle reti in nazionale ― Paesi Bassi | Cronologia completa delle presenze e delle reti in nazionale ― Paesi Bassi | Cronologia completa delle presenze e delle reti in nazionale ― Paesi Bassi | Cronologia completa delle presenze e delle reti in nazionale ― Paesi Bassi | Cronologia completa delle presenze e delle reti in nazionale ― Paesi Bassi | Cronologia completa delle presenze e delle reti in nazionale ― Paesi Bassi | Cronologia completa delle presenze e delle reti in nazionale ― Paesi Bassi | Cronologia completa delle presenze e delle reti in nazionale ― Paesi Bassi |
| Data                                                                       | Città                                                                      | In casa                                                                    | Risultato                                                                  | Ospiti                                                                     | Competizione                                                               | Reti                                                                       | Note                                                                       |
| -------------------------------------------------------------------------- | -------------------------------------------------------------------------- | -------------------------------------------------------------------------- | -------------------------------------------------------------------------- | -------------------------------------------------------------------------- | -------------------------------------------------------------------------- | -------------------------------------------------------------------------- | -------------------------------------------------------------------------- |
| 11-8-2010                                                                  | Kiev                                                                       | Ucraina                                                                    | 1 – 1                                                                      | Paesi Bassi                                                                | Amichevole                                                                 | -                                                                          | 63’                                                                        |
| 26-3-2013                                                                  | Amsterdam                                                                  | Paesi Bassi                                                                | 4 – 0                                                                      | Romania                                                                    | Qual. Mondiali 2014                                                        | -                                                                          | 86’                                                                        |
| 7-6-2013                                                                   | Giacarta                                                                   | Indonesia                                                                  | 0 – 3                                                                      | Paesi Bassi                                                                | Amichevole                                                                 | 2                                                                          | 46’                                                                        |
| 11-6-2013                                                                  | Pechino                                                                    | Cina                                                                       | 0 – 2                                                                      | Paesi Bassi                                                                | Amichevole                                                                 | -                                                                          | 70’                                                                        |
| 16-11-2013                                                                 | Genk                                                                       | Paesi Bassi                                                                | 2 – 2                                                                      | Giappone                                                                   | Amichevole                                                                 | -                                                                          | 69’                                                                        |
| 19-11-2013                                                                 | Amsterdam                                                                  | Paesi Bassi                                                                | 0 – 0                                                                      | Colombia                                                                   | Amichevole                                                                 | -                                                                          | 44’                                                                        |
| Totale                                                                     |                                                                            | Presenze                                                                   | 6                                                                          |                                                                            | Reti                                                                       | 2                                                                          |                                                                            |

## Palmarès

### Club

#### Competizioni nazionali
- Campionato olandese: 3

Ajax: 2010-2011, 2011-2012, 2012-2013
- Supercoppa dei Paesi Bassi: 2

Ajax: 2013, 2019
- Campionato australiano: 1

Sydney FC: 2018-2019